# Provenchères-et-Colroy
Provenchères-et-Colroy – gmina we Francji, w regionie Grand Est, w departamencie Wogezy. W 2013 roku liczba ludności wynosiła 1437 mieszkańców. 
Gmina została utworzona 1 stycznia 2016 roku z połączenia dwóch ówczesnych gmin: Colroy-la-Grande oraz Provenchères-sur-Fave. Siedzibą gminy została miejscowość Provenchères-sur-Fave.